# Панасовка (Казатинский район)
Панасовка (укр. Панасівка) — село на Украине, находится в Казатинском районе Винницкой области.
Код КОАТУУ — 0521486609. Население по переписи 2001 года составляет 204 человека. Почтовый индекс — 22122. Телефонный код — 4342.
Занимает площадь 0,62 км².

## Адрес местного совета
22122, Винницкая область, Казатинский р-н, с .. Пузырьки, ул.Ленина, 11, тел. 3-26-45; 3-26-42